# 5 de outubro
5 de outubro é o 278.º dia do ano no calendário gregoriano (279.º em anos bissextos). Faltam 87 dias para acabar o ano.

## Eventos históricos

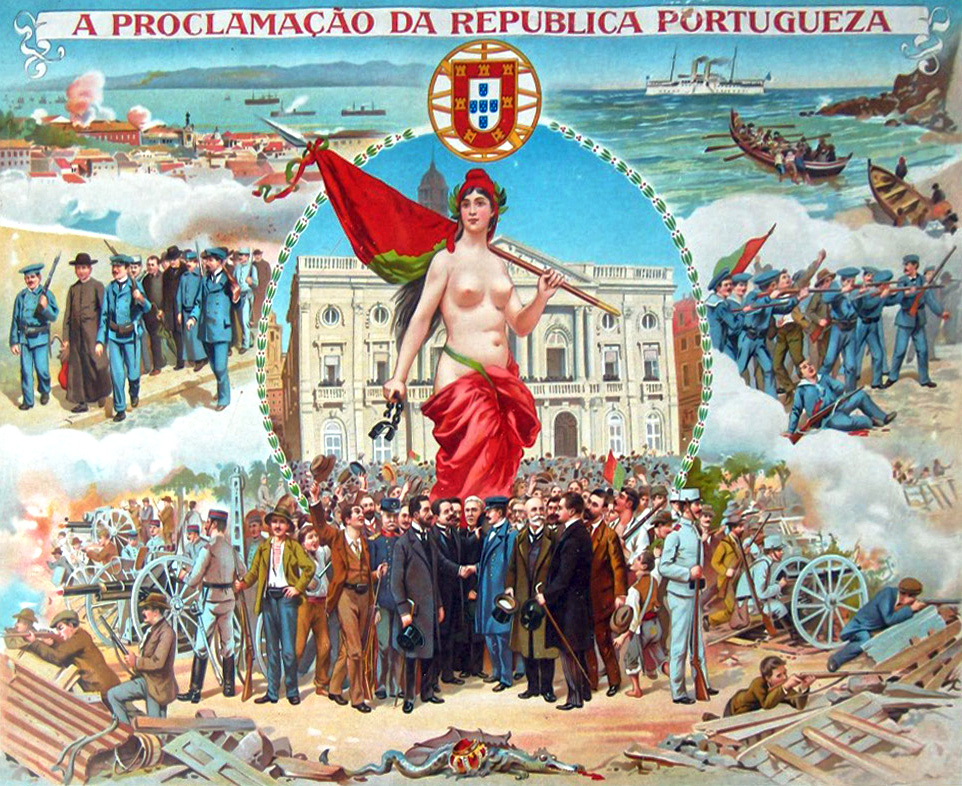
1910: Implantação da República Portuguesa

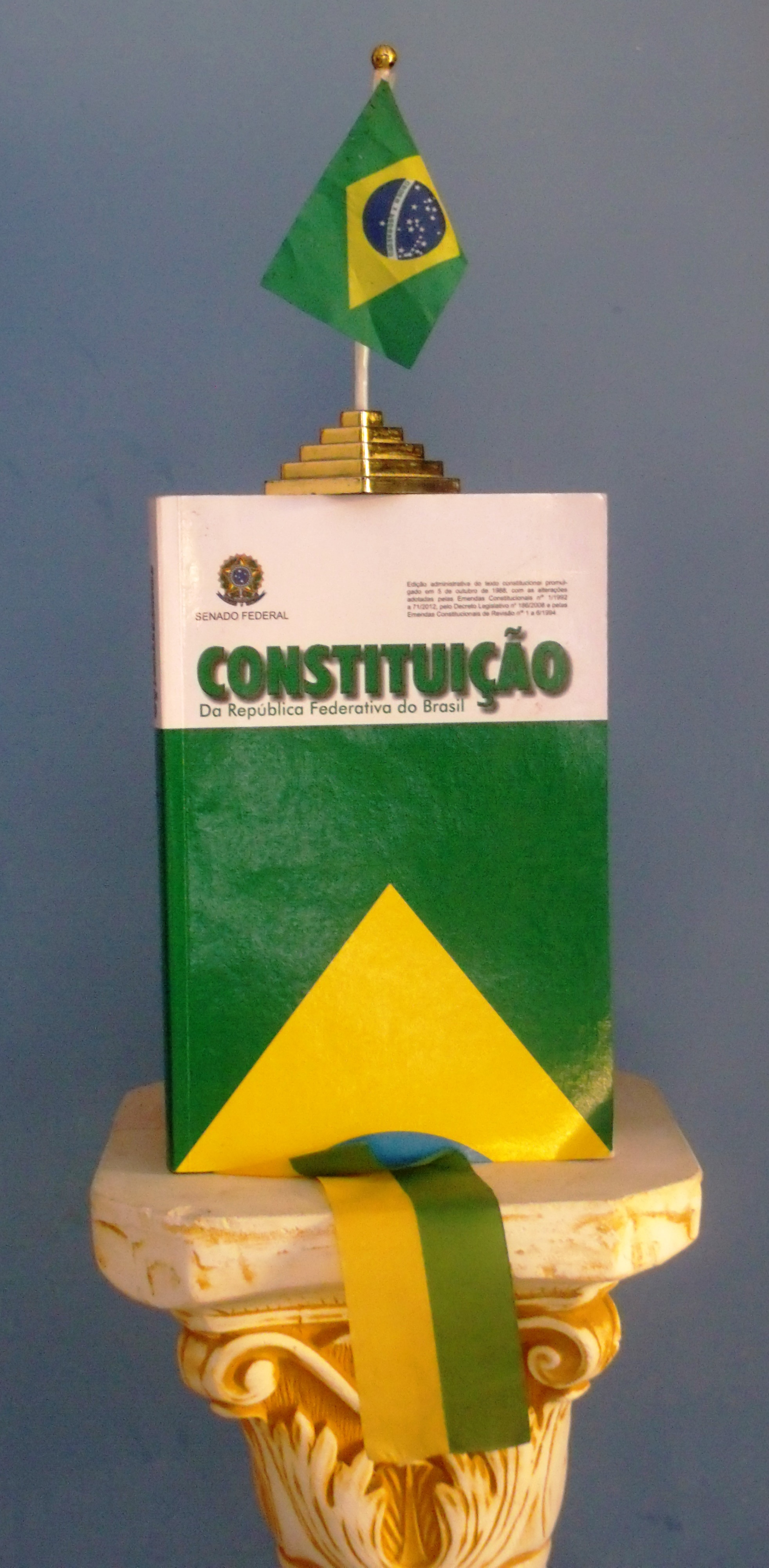
1988: Constituição do Brasil

- 0610 — Heráclio chega a Constantinopla, mata o imperador bizantino Focas e se torna imperador.
- 0816 — O rei Luís I, o Piedoso, é coroado imperador do Sacro Império Romano pelo Papa.
- 0869 — O Quarto Concílio de Constantinopla é convocado para depor o patriarca Fócio.
- 1143 — Realiza-se em Zamora (Leão) a conferência do mesmo nome, pela qual é reconhecida pelo rei Afonso VII de Leão e Castela a independência de Portugal.
- 1414 — Abertura do Concílio de Constança, que resultou no fim do Grande Cisma do Ocidente.
- 1450 — Luís IX da Baviera expulsa os judeus de sua jurisdição.
- 1582 — Em resultado da entrada em vigor do calendário gregoriano este dia seguinte ao dia 4 de outubro passou a ser dia 15 de outubro. Os 10 dias entre 5 e 14 de outubro foram suprimidos de acordo com a bula Inter gravissimas do papa Gregório XIII e a Lei dos 10 dias de Filipe I que determinava a execução da reforma do calendário.
- 1607 — Assassinos enviados pelo Papa tentam matar o estadista e cientista veneziano Paolo Sarpi.
- 1768 — O Marquês de Pombal obriga, por decreto, os nobres portugueses antissemitas que tivessem filhos em idade de casar, a organizar casamentos com famílias judaicas.
- 1789 — Revolução Francesa: a Marcha das Mulheres em Versalhes efetivamente encerra a autoridade real.
- 1821 — Expulsão dos exércitos portugueses de Pernambuco, no contexto da Guerra da Independência do Brasil.
- 1897 — Fim da Guerra de Canudos, conflito armado que envolveu o Exército Brasileiro e membros da comunidade sócio-religiosa liderada por Antônio Conselheiro.
- 1900 — Congresso de paz em Paris condena a política britânica na África do Sul e afirma o direito da República Boer à autodeterminação.[1]
- 1905 — Os irmãos Wright pilotam o Wright Flyer III em um novo voo recorde mundial de 24 milhas em 39 minutos.
- 1908 — Independência da Bulgária.
- 1910 — Em uma revolução em Portugal, a monarquia é derrubada e uma república é declarada.
- 1911 — Começa a operar a ferrovia Kowloon-Cantão.
- 1914 — Primeira Guerra Mundial: uma aeronave destrói com sucesso outra aeronave com tiros pela primeira vez.[2]
- 1930 — O dirigível britânico R101 cai na França a caminho da Índia em sua viagem inaugural, matando 48 pessoas.
- 1934 — Estabelecimento da Comuna das Astúrias.
- 1936 — A Marcha Jarrow parte para Londres.
- 1938 — Na Alemanha nazista, os passaportes dos judeus são invalidados.
- 1942 — Substituição dos réis pelo cruzeiro como padrão monetário do Brasil.
- 1943 — Aprovada a lei que substitui o peso paraguaio pelo guarani.
- 1944 — O Governo Provisório da República Francesa emancipa as mulheres.
- 1947 — O presidente Truman faz o primeiro discurso televisionado do Salão Oval.[3]
- 1962 — O primeiro da série de filmes de James Bond, baseado nos romances de Ian Fleming, Dr. No, é lançado na Grã-Bretanha.[4]
- 1966 — Fundação da Universidade Estadual de Campinas.
- 1968 — Uma marcha da Associação dos Direitos Civis da Irlanda do Norte em Derry é violentamente reprimida pela polícia.
- 1970
  - É fundado o Serviço Público de Radiodifusão (PBS).
  - O Comissário Britânico do Comércio é sequestrado por membros da FLQ, desencadeando a Crise de Outubro no Canadá.
- 1986 — A história de Mordechai Vanunu no The Sunday Times revela as armas nucleares secretas de Israel.
- 1988
  - Promulgada a nova Constituição do Brasil. Os territórios do Amapá e Roraima são elevados à categoria de estado. O estado do Tocantins é criado com o desmembramento do norte de Goiás.
  - Uma coalizão de oposição chilena derrota Augusto Pinochet no plebiscito nacional daquele ano, fazendo-o convocar eleições para o ano seguinte.
- 1991
  - Linus Torvalds anuncia a primeira versão oficial do sistema operacional Linux.
  - Inauguração do Jardim Botânico de Curitiba.
- 2000 — Manifestações em massa na Sérvia forçam a renúncia de Slobodan Milošević.
- 2001 — Reinauguração do Mercadão de Madureira, após ter sofrido um incêndio.
- 2017 — Homem ateia fogo em creche e em seu próprio corpo no município brasileiro de Janaúba, em Minas Gerais, deixando cerca de dezenas de feridos e mortos; dentre estes o suicida, crianças e a professora Heley de Abreu Silva Batista, que ficou conhecida por ter salvo várias crianças.
- 2020 — O Banco Central do Brasil lança oficialmente o sistema de pagamentos instantâneos Pix.
- 2021 — A Microsoft lança oficialmente o Windows 11.

## Nascimentos

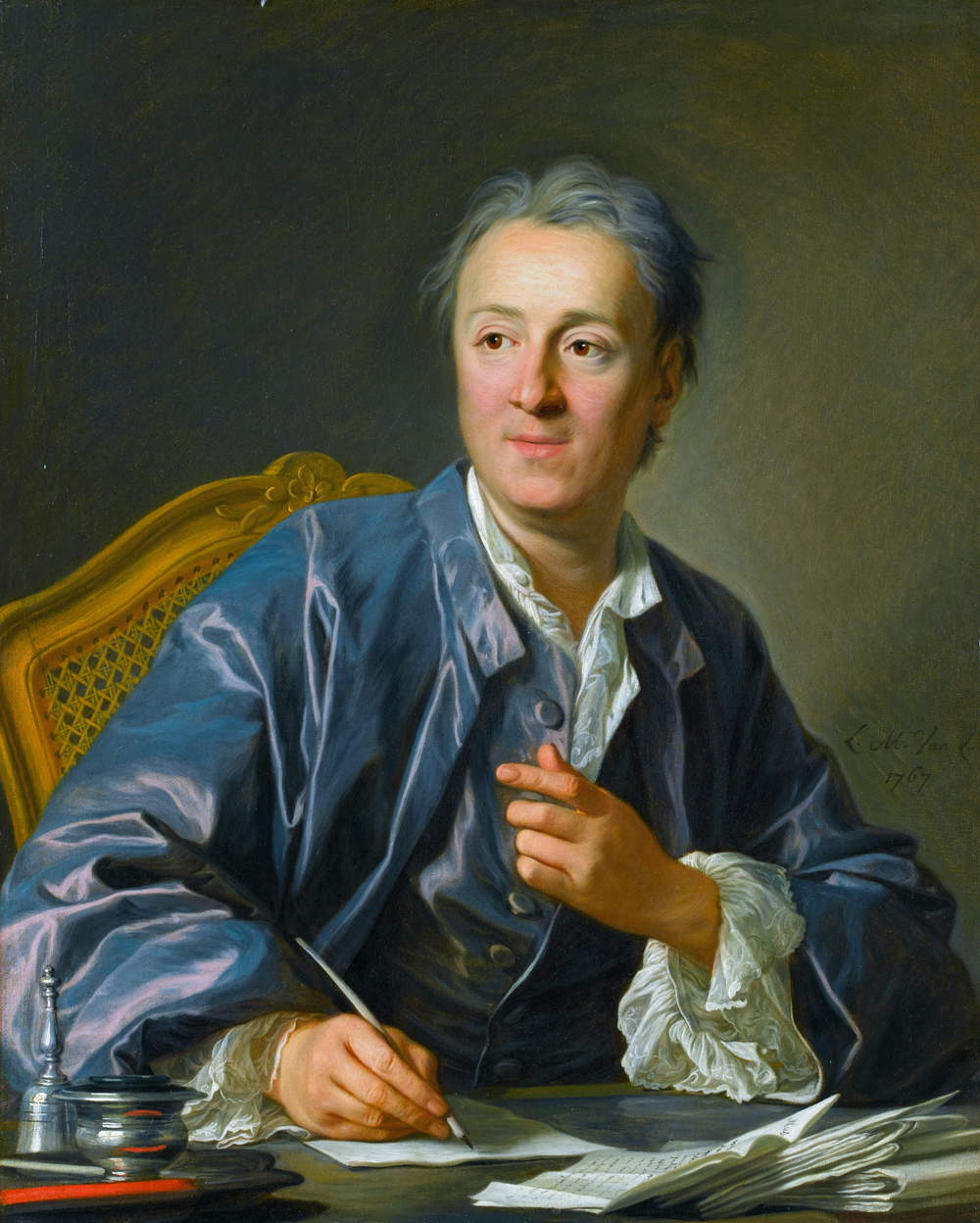
Denis Diderot

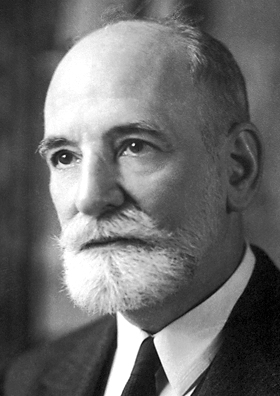
René Cassin

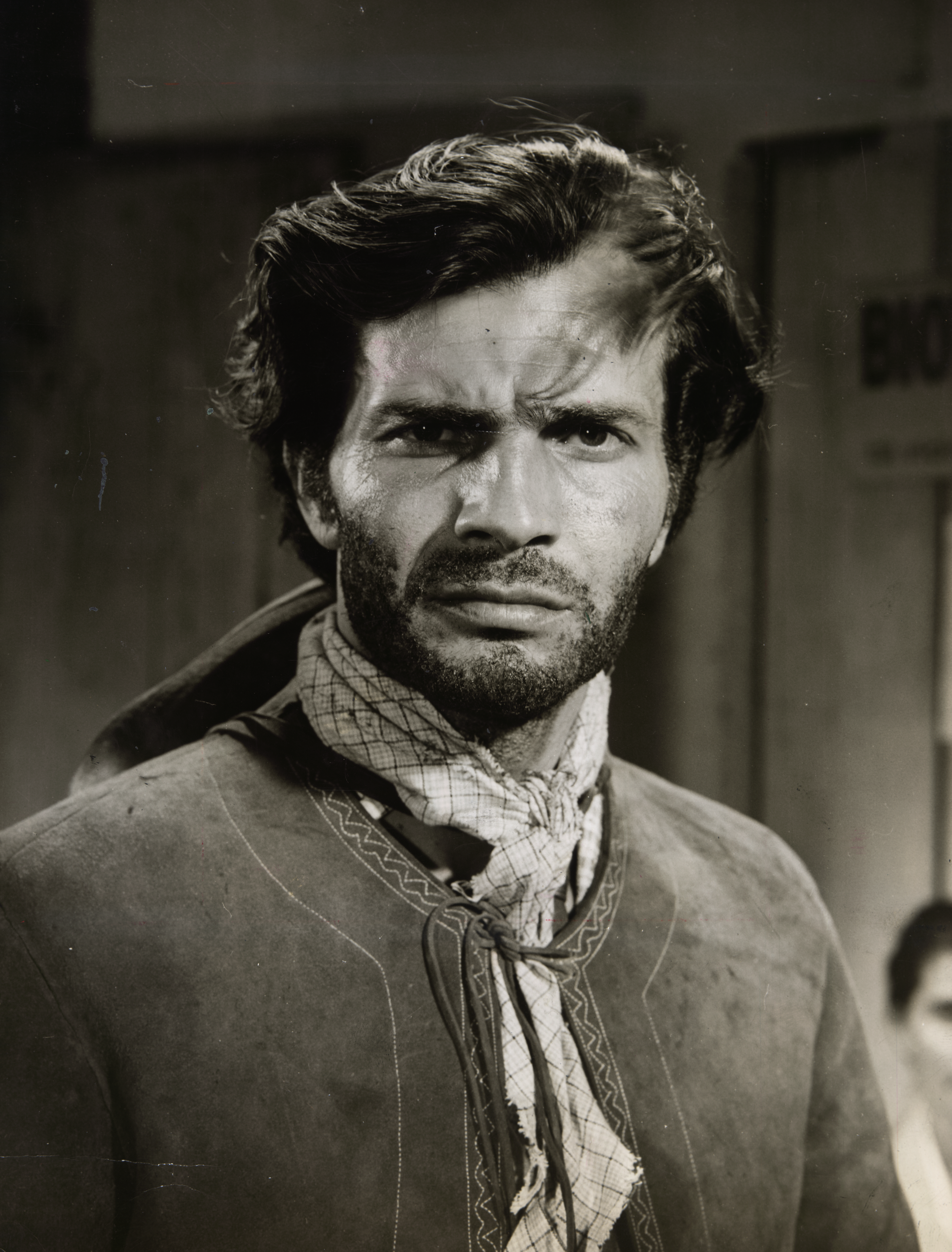
Tarcísio Meira

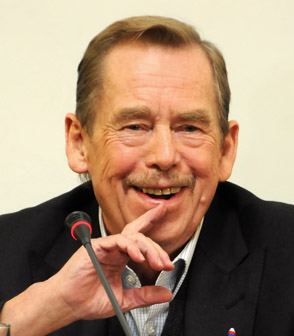
Václav Havel

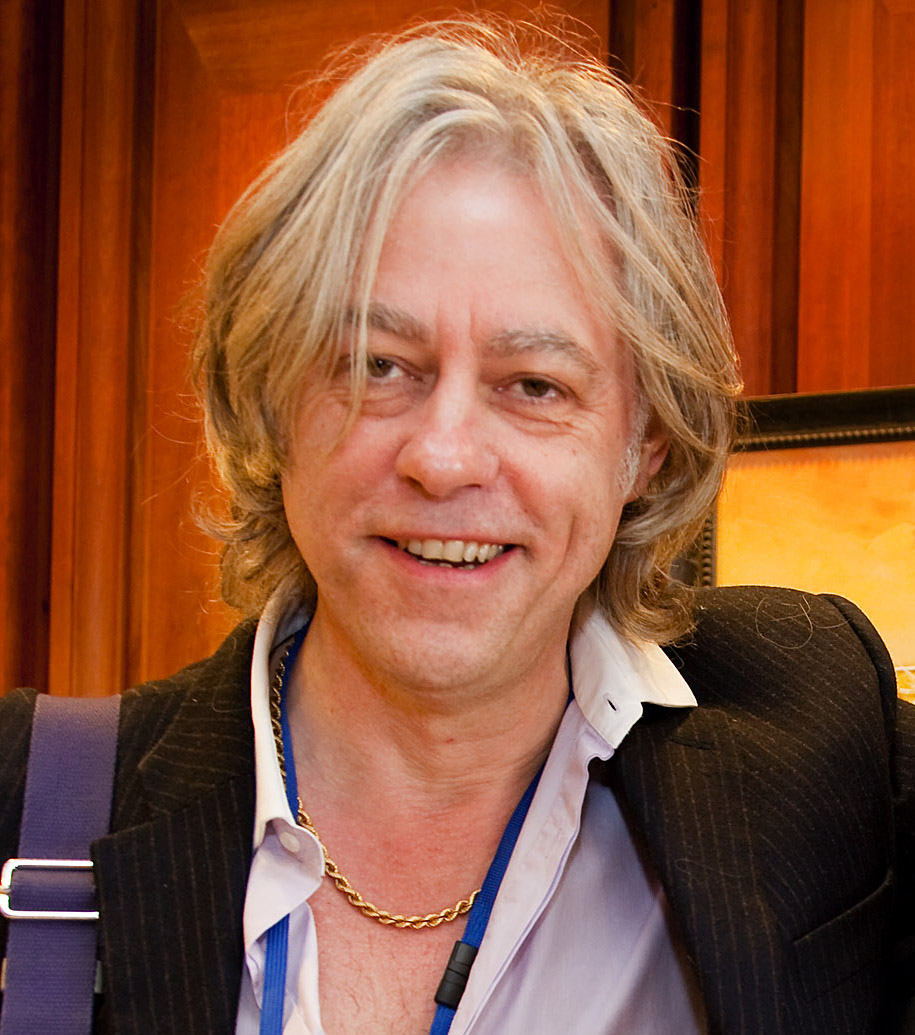
Bob Geldof

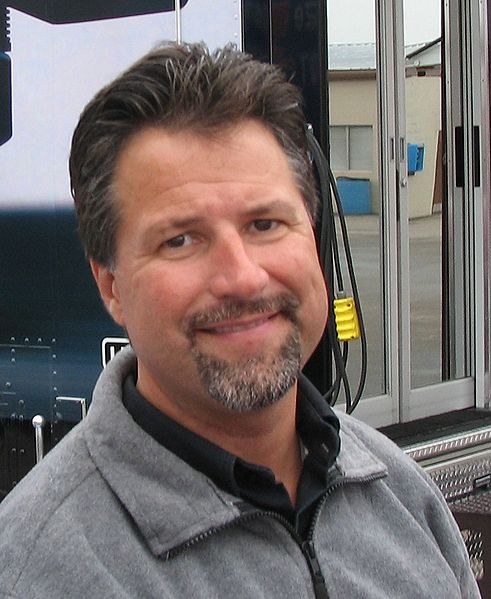
Michael Andretti

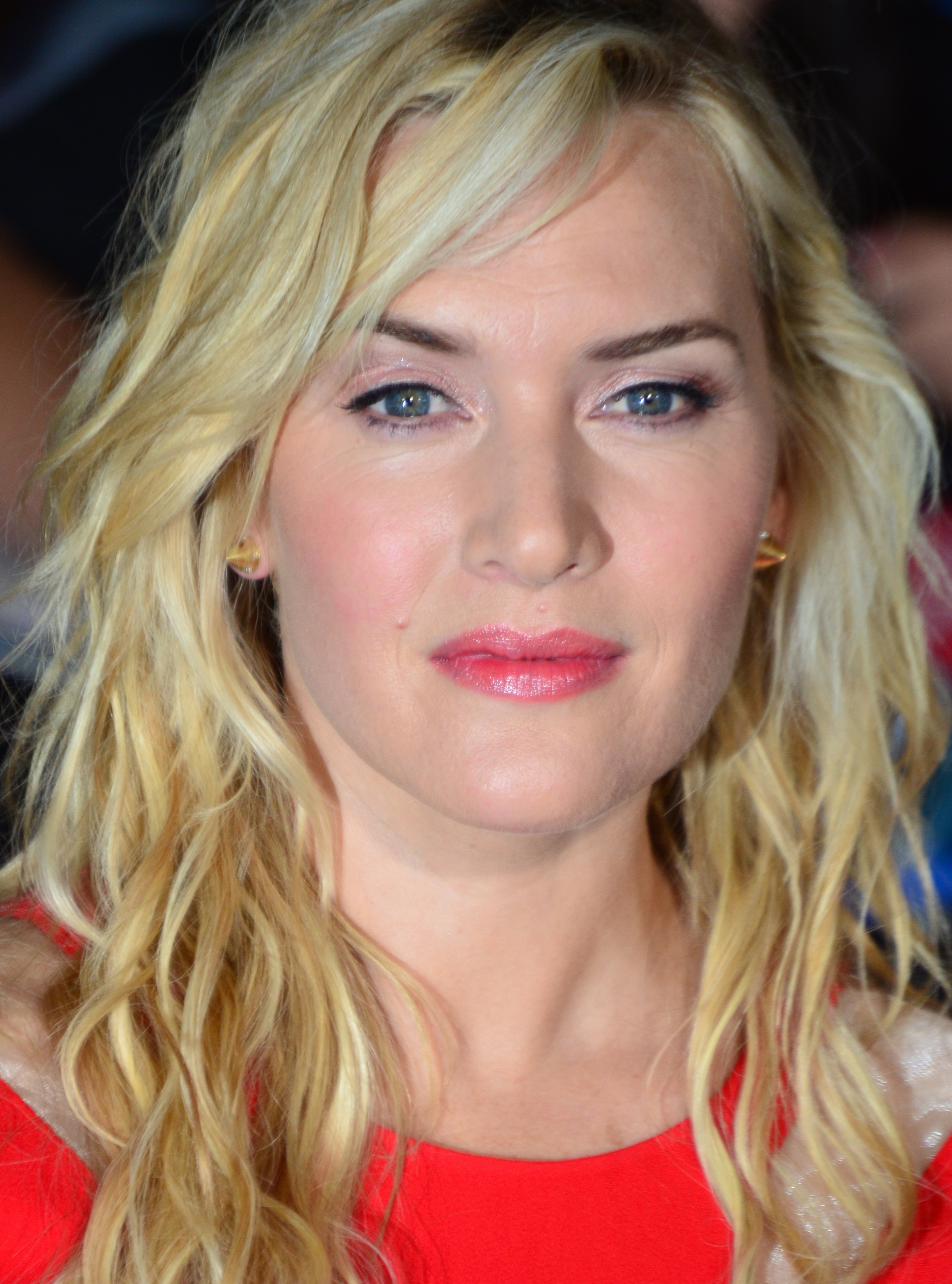
Kate Winslet

### Anterior ao século XIX
- 1338 — Aleixo III de Trebizonda (m. 1390).
- 1377 — Luís II, Duque de Anjou (m. 1417).
- 1422 — Catarina de Castela, princesa das Astúrias (m. 1424).
- 1520 — Alessandro Farnese, cardeal e diplomata italiano (m. 1589).
- 1640 — Francisca Atenas de Rochechouart, nobre francesa (m. 1707).
- 1658 — Maria de Módena, rainha consorte da Inglaterra (m. 1718).
- 1712 — Francesco Guardi, pintor italiano (m. 1793).
- 1713 — Denis Diderot, filósofo e escritor francês (m. 1784).
- 1715 — Victor Riqueti de Mirabeau, economista e filósofo francês (m. 1789).
- 1728 — Chevalier d’Éon, diplomata e espião francês (m. 1810).
- 1743 — Giuseppe Gazzaniga, compositor italiano (m. 1818).
- 1778 — Jacques-Joseph Champollion, arqueólogo francês (m. 1867).

### Século XIX
- 1829 — Chester A. Arthur, político estadunidense (m. 1886).
- 1848 — Guido von List, escritor e poeta alemão (m. 1919).
- 1879 — Francis Peyton Rous, patologista estadunidense (m. 1970).
- 1882 — Robert Hutchings Goddard, inventor estadunidense (m. 1945).
- 1885 — Ida Rubinstein, atriz e bailarina russa (m. 1960).
- 1887 — René Cassin, jurista e acadêmico francês (m. 1976).
- 1895 — Svea Norén, patinadora artística sueca (m. 1985).
- 1898 — Ewald Balser, ator alemão (m. 1978).

### Século XX

#### 1901–1950
- 1902
  - Larry Fine, ator e comediante estadunidense (m. 1975).
  - Ray Kroc, empresário estadunidense (m. 1984).
- 1905
  - John Hoyt, ator estadunidense (m. 1991).
  - Óscar Bonfiglio, futebolista e treinador de futebol mexicano (m. 1987).
- 1906 — Cyro dos Anjos, escritor brasileiro (m. 1994).
- 1907 — Jean Louis, figurinista franco-estadunidense (m. 1997).
- 1908 — Joshua Logan, roteirista e cineasta estadunidense (m. 1988).
- 1910 — Nathan Jacobson, matemático estadunidense (m. 1999).
- 1911 — Brian O'Nolan, escritor irlandês (m. 1966).
- 1917 — Magda Szabó, escritora húngara (m. 2007).
- 1919
  - Donald Pleasence, ator britânico (m. 1995).
  - Boris Shcherbina, político ucraniano (m. 1990).
- 1920 — Clara Schroth-Lomady, ginasta estadunidense (m. 2014).
- 1922
  - José Froilán González, automobilista argentino (m. 2013).
  - Jock Stein, futebolista e treinador de futebol britânico (m. 1985).
- 1923 — Glynis Johns, atriz, cantora, pianista e dançarina britânica (m. 2024).
- 1924
  - Bob Thaves, cartunista estadunidense (m. 2006).
  - José Donoso, escritor, professor e jornalista chileno (m. 1996).
- 1925 — Antoine Gizenga, político e escritor congolês (m. 2019).
- 1928
  - Linneu Dias, ator, cineasta e escritor brasileiro (m. 2002).
  - Louise Fitzhug, escritora e ilustradora estadunidense (m. 1974).
  - Marjorie Finlay, cantora de ópera espanhola e apresentadora de TV. (m. 2003)
- 1930
  - Reinhard Selten, economista alemão (m. 2016).
  - Luciano Pedro Mendes de Almeida, bispo brasileiro (m. 2006).
  - Pavel Popovich, cosmonauta soviético (m. 2009).
- 1932 — Michael John Rogers, ornitólogo britânico (m. 2006).
- 1933
  - Carmen Salinas, atriz mexicana (m. 2021).
  - Diane Cilento, atriz australiana (m. 2011).
- 1935
  - Tarcísio Meira, ator brasileiro (m. 2021).
  - Laurent Robuschi, ex-futebolista francês.
- 1936
  - Moacyr Franco, ator, apresentador, cantor e compositor brasileiro.
  - Václav Havel, político e escritor tcheco (m. 2011).
- 1939
  - José de Assis Aragão, ex-árbitro de futebol brasileiro.
  - A. R. Penck, pintor, escultor e músico alemão (m. 2017).
- 1941 — Eduardo Duhalde, político argentino.
- 1942 — Adam Hochschild, escritor, professor e jornalista estadunidense.
- 1943
  - Steve Miller, músico estadunidense.
  - Ivan Davidov, futebolista búlgaro (m. 2015).
- 1945 — Brian Connolly, músico britânico (m. 1997).
- 1946 — Thomson Allan, ex-futebolista britânico.
- 1947
  - Brian Johnson, cantor e compositor britânico.
  - Michèle Pierre-Louis, política haitiana.
- 1948
  - Joseph Bruyère, ex-ciclista belga.
  - Delroy Wilson, cantor jamaicano (m. 1995).
- 1949
  - Peter Ackroyd, escritor e crítico literário britânico.
  - Malika Mokeddem, escritora argelina.
- 1950
  - Eddie Clarke, guitarrista britânico (m. 2018).
  - Stella Miranda, atriz, jornalista e diretora brasileira.
  - Laura Gemser, atriz neerlandesa.
  - Alexandre Vannucchi Leme, líder estudantil brasileiro (m. 1973).

#### 1951–2000
- 1951
  - Bob Geldof, cantor, compositor e humanista irlandês.
  - Karen Allen, atriz estadunidense.
  - Willie Donachie, ex-futebolista e treinador de futebol britânico.
- 1952
  - Emomalii Rahmon, político tajiquistanês.
  - Clive Barker, escritor, diretor de cinema e artista visual britânico.
  - Harold Faltermeyer, compositor alemão.
  - Imran Khan, político paquistanês.
- 1953 — Gabriele Gravina, dirigente esportivo alemão.
- 1954 — João Lagarto, ator, dublador e encenador português.
- 1955
  - Tate Armstrong, ex-basquetebolista estadunidense.
  - Ángela Molina, atriz espanhola.
- 1956 — Ron Nyswaner, roteirista e diretor de cinema estadunidense.
- 1957
  - Bernie Mac, ator estadunidense (m. 2008).
  - Badalhoca, ex-voleibolista brasileiro.
- 1958
  - André Kuipers, médico e astronauta neerlandês.
  - Neil deGrasse Tyson, astrônomo estadunidense.
  - Valburga, Condessa Douglas.
  - Antonio Di Gennaro, ex-futebolista italiano.
  - Luiz Schiavon, músico brasileiro (m. 2023).
- 1959 — Paulo Borges, professor, ensaísta, filósofo, poeta e escritor português.
- 1960
  - Careca, ex-futebolista brasileiro.
  - Daniel Baldwin, ator estadunidense.
- 1961
  - Claudia Kristofics-Binder, ex-patinadora artística austríaca.
  - Mark Phillips, político e militar guianês.
- 1962
  - Michael Andretti, ex-automobilista estadunidense.
  - Juvenal Olmos, ex-futebolista e treinador de futebol chileno.
- 1963
  - Amazan, cantor, compositor, músico e político brasileiro.
  - Patrícia Aires, atriz brasileira.
- 1964 — Seiko Hashimoto, ex-patinadora artística e política japonesa.
- 1965
  - Mario Lemieux, ex-jogador de hóquei no gelo canadense.
  - Theo Bos, futebolista e treinador de futebol neerlandês (m. 2013).
  - Terje Hauge, ex-árbitro de futebol norueguês.
  - Richey Reneberg, ex-tenista estadunidense.
- 1966
  - Wilfred Agbonavbare, futebolista nigeriano (m. 2015).
  - Sean M. Carroll, astrpfísico estadunidense.
- 1967 — Guy Pearce, ator australiano.
- 1968 — Fabián Estay, ex-futebolista chileno.
- 1970
  - Josie Bissett, atriz estadunidense.
  - Salvatore Matrecano, ex-futebolista e treinador de futebol italiano.
- 1971
  - Mauricio Pellegrino, ex-futebolista e treinador de futebol argentino.
  - Alejandro Julián Sergi Galante, cantor e compositor argentino.
  - Bertrand Crasson, ex-futebolista e treinador de futebol belga.
  - Valéria Valenssa, ex-modelo brasileira.
  - Sascha Lewandowski, treinador de futebol alemão (m. 2016).
  - Nicola Rizzoli, ex-árbitro de futebol italiano.
- 1972
  - Efe Sodje, ex-futebolista nigeriano.
  - Ehren Kruger, roteirista estadunidense.
  - Sergen Yalçın, ex-futebolista e treinador de futebol turco.
- 1974
  - Jeff Strasser, ex-futebolista e treinador de futebol luxemburguês.
  - Rich Franklin, ex-lutador estadunidense.
- 1975
  - Kate Winslet, atriz britânica.
  - Parminder Nagra, atriz britânica.
  - Scott Weinger, ator e produtor de cinema estadunidense.
- 1976
  - J. J. Yeley, automobilista estadunidense.
  - Ramzan Kadyrov, político e militar russo.
- 1977
  - Fumagalli, ex-futebolista brasileiro.
  - Konstantin Zyryanov, ex-futebolista e treinador de futebol russo.
- 1978
  - James Valentine, guitarrista estadunidense.
  - Hamad Ndikumana, futebolista ruandês (m. 2017).
  - Julio César Suazo, ex-futebolista hondurenho.
- 1979
  - Julio César Cáceres, ex-futebolista paraguaio.
  - Ximena Herrera, modelo e atriz boliviana-mexicana.
  - Vince Grella, ex-futebolista australiano.
- 1980
  - Borges, ex-futebolista brasileiro.
  - James Toseland, motociclista britânico.
- 1981
  - Iran Malfitano, ator brasileiro.
  - Joel Lindpere, ex-futebolista estoniano.
  - Julio Velázquez, treinador de futebol espanhol.
- 1982
  - Andrew Prendeville, automobilista estadunidense.
  - Henry Fa'arodo, ex-futebolista salomônico.
  - Florian Kohfeldt, treinador de futebol alemão.
  - Francisco Bosch, ator e dançarino espanhol.
- 1983
  - Nicky Hilton, modelo e estilista estadunidense.
  - Jádson, ex-futebolista brasileiro.
  - Juan Manuel Vargas, ex-futebolista peruano.
  - Xavier Chen, ex-futebolista belgo-taiwanês.
  - Florian Mayer, ex-tenista alemão.
  - Noah Segan, ator estadunidense.
  - Shelby Rabara, atriz e dançarina filipina-estadunidense.
- 1984
  - Glenn McMillan, ator brasileiro.
  - Kenwyne Jones, ex-futebolista trinitário.
  - Oleksandr Vorobyov, ginasta ucraniano.
  - Átila Iamarino, biólogo e pesquisador brasileiro.
- 1985 — Nicola Roberts, cantora e atriz britânica.
- 1986
  - Rui Costa, ciclista português.
  - Joaquin Wilde, lutador profissional estadunidense.
- 1987
  - Javier Villa, automobilista espanhol.
  - Kevin Mirallas, ex-futebolista belga.
  - Park So-yeon, atriz e cantora sul-coreana.
  - Tim Ream, futebolista estadunidense.
- 1988
  - Liban Abdi, futebolista somali.
  - Robbie Kruse, ex-futebolista australiano.
- 1989
  - Brigite dos Santos, modelo angolana.
  - Kimiya Sato, automobilista japonês.
  - Travis Kelce, jogador de futebol estadunidense.
- 1990
  - Lais Ribeiro, modelo brasileira.
  - Federico Delbonis, ex-tenista argentino.
  - Ali Mabkhout, futebolista emiratense.
  - Mariana Molina, atriz brasileira.
  - Mohamed Ali Yacoubi, futebolista tunisiano.
  - Blaž Rola, tenista esloveno.
- 1991
  - Arthur Pic, ex-automobilista francês.
  - Davide Petrucci, futebolista italiano.
  - Xiao Zhan, cantor e ator chinês.
- 1992
  - Kevin Magnussen, automobilista dinamarquês.
  - Mercedes Lambre, modelo, atriz e cantora argentina.
- 1993
  - Chanathip Songkrasin, futebolista tailandês.
  - Jewell Loyd, basquetebolista estadunidense.
  - Dominic Ressel, judoca alemão.
- 1994 — Ana Caetano, cantora e compositora brasileira.
- 1995 — Tsukasa Yoshida, judoca japonesa.
- 1996 — Tornike Tsjakadoea, judoca neerlandês.
- 1997 — Leticia Oro Melo, atleta brasileira.
- 1998 — Exequiel Palacios, futebolista argentino.
- 1999 — Polina Gurýeva, halterofilista turcomena.
- 2000 — Gabriel Brazão, futebolista brasileiro.

### Século XXI
- 2001 — Martinelli, futebolista brasileiro.
- 2003 — Eden Golan, cantora israelita.
- 2006 — Jacob Tremblay, ator canadense.

## Mortes

### Anterior ao século XIX
- 0578 — Justino II, imperador bizantino (n. 520).
- 0989 — Henrique III, Duque da Baviera (n. 940).
- 1056 — Henrique III do Sacro Império Romano-Germânico (n. 1017).
- 1111 — Roberto II da Flandres (n. 1065).
- 1112 — Sigeberto de Gembloux, teólogo e autor belga (n. 1030).
- 1214 — Afonso VIII de Castela (n. 1155).
- 1285 — Filipe III de França (n. 1245).
- 1398 — Branca de Évreux, rainha da França (n. 1333).
- 1399 — Raimundo de Cápua, religioso italiano (n. 1330).
- 1565 — Lodovico Ferrari, matemático italiano (n. 1522).
- 1706 — Isabel Albertina de Anhalt-Dessau, duquesa de Saxe-Weissenfels-Barby (n. 1665).
- 1740 — Jean-Philippe Baratier, estudioso alemão (n. 1721).
- 1798 — Luís António de Sousa Botelho Mourão, nobre português (n. 1722).

### Século XIX
- 1805 — Charles Cornwallis, general britânico (n. 1738)
- 1828 — Carlota, Princesa Real (n. 1766).
- 1867 — Achille Fould, financista e político francês (n. 1800).

### Século XX
- 1918 — Roland Garros, pioneiro da aviação francês (n. 1888).
- 1938 — Faustina Kowalska, santa polonesa (n. 1905).
- 1960 — Alfred Louis Kroeber, antropólogo estadunidense (n. 1876).
- 1986 — Hal B. Wallis, produtor cinematográfico estadunidense (n. 1899).
- 1992 — Fulvio Pennacchi, pintor ítalo-brasileiro (n. 1905).
- 1997 — Bernard Yago, cardeal marfinense (n. 1916).
- 1998 — Plinio Barbosa Martins, político brasileiro (n. 1926).
- 2000
  - Johanna Döbereiner, engenheira agrônoma teuto-brasileira (n. 1924).
  - Júlio Pinto, jornalista e humorista português (n. 1949).
  - Cătălin Hîldan, futebolista romeno (n. 1976).
  - Ruth Ellis, ativista americana (n. 1899).

### Século XXI
- 2001 — Hélio Souto, ator brasileiro  (n. 1929).
- 2004
  - Maurice Wilkins, fisiologista neozelandês (n. 1916).
  - Rodney Dangerfield, comediante, ator e músico estadunidense (n. 1921).
- 2008 — Ken Ogata, ator japonês (n. 1937).
- 2010 — Steve Lee, músico suíço (n. 1963).
- 2011
  - Steve Jobs, inventor, empresário e magnata estadunidense  (n. 1955).
  - Margarida Marante, jornalista portuguesa  (n. 1959).
  - Charles Napier, ator norte-americano (n. 1936).
- 2014
  - Andrea de Cesaris, automobilista italiano (n. 1959).
  - Misty Upham, atriz norte-americana (n. 1982).
- 2015 — Chantal Akerman, cineasta, produtora cinematográfica e atriz belga (n. 1950).
- 2017
  - Heley de Abreu Silva Batista, professora brasileira (n. 1974).
  - Ruth Escobar, atriz e produtora cultural luso-brasileira (n. 1935).
- 2021 — Ivo Barroso, escritor, poeta e tradutor brasileiro (n. 1929)

## Feriados e eventos cíclicos
- Dia Mundial do Professor
- Dia do Empreendedor

### Portugal
- 1910 — Proclamação da República
- 1143 — Tratado de Zamora

### Brasil
- Aniversário de Paripueira, Alagoas
- Aniversário de Itamaraju, Bahia
- Aniversário de Silvânia, Goiás
- Feriado no estado do Amapá — aniversário da elevação a estado
- Feriado no estado de Roraima — aniversário da elevação a estado
- Feriado no estado do Tocantins — aniversário da criação do estado

### Cristianismo
- Alberto Marvelli
- Anna Schäffer
- Bartolo Longo
- Benedito
- Edvige Carboni
- Faustina Kowalska
- Fruela de Lugo
- Mauro de Glanfeuil
- Plácido
- Plácido de Subiaco
- Tráseas de Eumênia
- Virgem do Caminho

## Outros calendários
- No calendário romano era o 3º dia (III) antes das nonas de outubro.
- No calendário litúrgico tem a letra dominical E para o dia da semana.
- No calendário gregoriano a epacta do dia é xviii.